# Congreso Nacional de Honduras
El Congreso Nacional es un órgano unicameral encargado del poder legislativo de Honduras. Está integrado por 128 diputados electos por cociente electoral, su período es de cuatro años y pueden reelegirse indefinidamente. El número de diputados se determina por representación proporcional según los departamentos.

## Historia
El 29 de agosto de 1824 se instaló la primera Asamblea Nacional Constituyente en la localidad de Cedros. Su primer presidente fue el doctor Pedro Nolasco Arriaga y el secretario fue el licenciado Miguel Rafael Valladares. El Congreso decretó en 1825 la primera demarcación territorial y el 11 de diciembre del mismo año, emitió la primera constitución del país. Honduras abolió la esclavitud en 1825, varias décadas antes que Estados Unidos de América y Rusia.
Según la Constitución de 1848, el Poder Legislativo era bicameral, se constituía en una cámara de diputados y otra de senadores. Presididas ambas por un presidente y secretario, los senadores se elegían a razón de uno por Departamento, y los diputados en distritos uninominales de 15.000 personas. En la Constitución de Honduras de 1865, como en las próximas, se establece que el poder legislativo será ejercido por un Congreso de Diputados, de tal forma que se entiende ya como unicameral, desapareciendo la figura del senador. En 1862, siendo el presidente provisional del Estado Victoriano Castellanos Cortés, provisionalmente la capital de Honduras fue la ciudad de Santa Rosa de Copán y fue allí donde se trasladaron tanto el Poder Ejecutivo como el Poder Legislativo. En aquella localidad del occidente de Honduras se emitió el Decreto n.º 3, donde se cambia el título de la nación, "Estado de Honduras", por el de "República de Honduras". A continuación el primer presidente de la república recaería en el ciudadano capitán general José María Medina.
En la administración del contable Julio Lozano Díaz en 1956 el Congreso Nacional de Honduras fue disuelto. La intención de Lozano Díaz era la de declararse "jefe de Estado", mismo que concluyó el 21 de octubre de ese mismo año, mediante un golpe de Estado perpetrado por altos mandos de las Fuerzas Armadas de Honduras, que devolvieron a la ciudadanía la administración en 1957.

### Sede del Congreso Nacional de Honduras

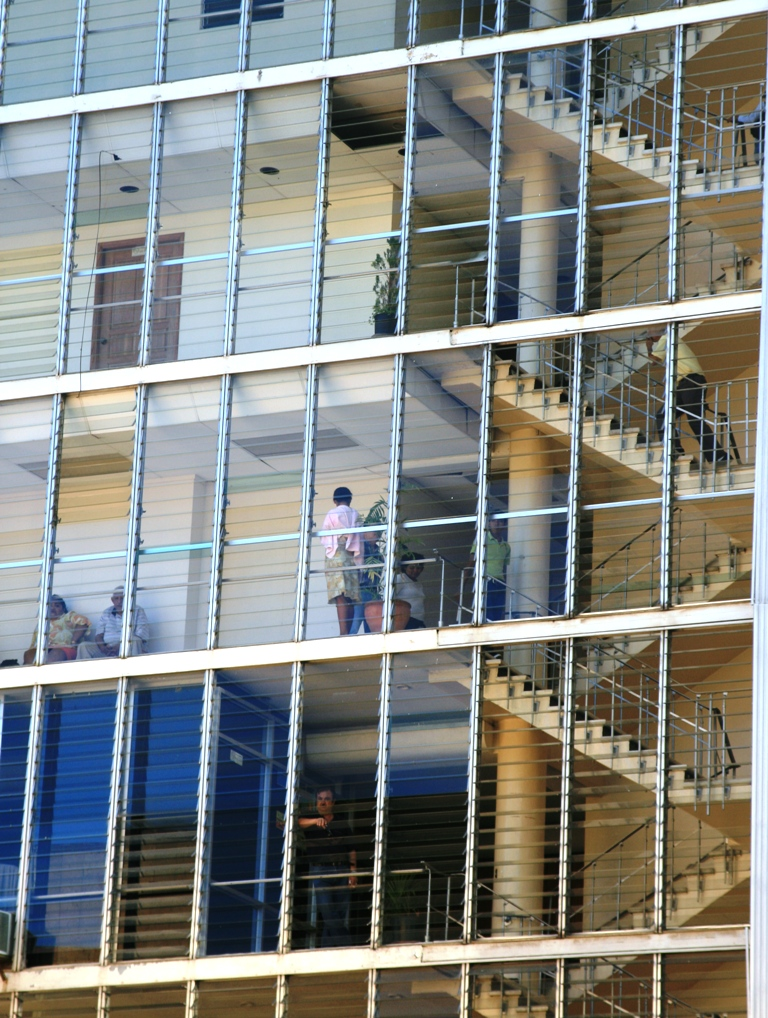
Detalle de la torre de oficinas de la sede del edificio del Congreso Nacional.

En 1953 se empezó con la construcción de la sede propia del Congreso Nacional. La obra estaba a cargo del arquitecto nacional Mario Valenzuela, asimismo al año siguiente (1954) concluida la edificación, se fundó el local de la actual sede del Congreso Nacional, que comprende un edificio de siete pisos, a un costo de un millón cuatrocientos mil lempiras (Lps. 1 400 000.00).

### Igualdad de género
El 25 de enero de 1955 se dio el derecho a la mujer a poseer la categoría de ciudadana, a votar y a ser electa en el Congreso Nacional.

## Funciones
El Congreso de Diputados ―como también es llamado― inicia sesiones el 25 de enero de cada año y clausura sus sesiones el 31 de octubre del mismo año. El Congreso funciona en sesiones en sala, que pueden ser: ordinarias y extraordinarias.

## Atribuciones
Entre sus principales atribuciones se encuentran:
- Crear, decretar, interpretar, reformar y derogar las leyes
- Convocar, suspender y cerrar sus sesiones
- Emitir su reglamento interior[15]
- Hacer el escrutinio de votos y declarar la elección del presidente, designados a la presidencia y diputados al Congreso Nacional cuando el Consejo Nacional Electoral no lo hubiere hecho
- Elegir, para un período constitucional de siete años, a los quince magistrados de la Corte Suprema de Justicia[16]

## Junta Directiva
El presidente del Congreso Nacional asume por 4 años una vez elegido (2022-2026), el resto de la Junta por dos años (2022-2024 y 2024-2026). La actual junta directiva se compone de la siguiente manera:
| Cargo                      | Nombre                | Partido                | Departamento      |
| -------------------------- | --------------------- | ---------------------- | ----------------- |
| Presidente                 | Luis Redondo          | Libertad y Refundación | Cortés            |
| I Vicepresidente           | Hugo Noé Pino         | Libertad y Refundación | Francisco Morazán |
| II Vicepresidente          | Edgardo Casaña        | Libertad y Refundación | Santa Bárbara     |
| III Vicepresidente         | Rasel Tomé            | Libertad y Refundación | Francisco Morazán |
| IV Vicepresidente          | Scherly Arriaga       | Libertad y Refundación | Cortés            |
| V Vicepresidente           | Rosario Tejeda        | Partido Liberal        | La Paz            |
| VI Vicepresidente          | Kritza Pérez          | Libertad y Refundación | Francisco Morazán |
| VII Vicepresidente         | Carlos Raudales       | Partido Anticorrupción | Francisco Morazán |
| VIII Vicepresidente        | Samuel García         | Partido Liberal        | Olancho           |
| I Vicepresidente Alterno   | Tomás Ramírez         | Salvador de Honduras   | Atántida          |
| II Vicepresidente Alterna  | Isis Cuéllar          | Libertad y Refundación | Copán             |
| III Vicepresidente Alterno | Rolando Barahona      | Salvador de Honduras   | Comayagua         |
| IV Vicepresidente Alterno  | Karen Martínez        | Partido Anticorrupción | Cortés            |
| V Vicepresidente Alterno   | Gloria Bonilla        | Partido Liberal        | Comayagua         |
| VI Vicepresidente Alterno  | Ernesto Lezama        | Partido Liberal        | Choluteca         |
| VII Vicepresidente Alterno | Osman Chávez          | Salvador de Honduras   | Cortés            |
| I Secretaria               | Luz Angélica Smith    | Libertad y Refundación | Santa Bárbara     |
| II Secretario              | Fabricio Sandoval     | Libertad y Refundación | Valle             |
| I Prosecretaria            | Linda Donaire         | Libertad y Refundación | Cortés            |
| II Prosecretario           | Juan Alberto Barahona | Libertad y Refundación | Francisco Morazán |
| I Secretaria Alterna       | Silvia Ayala          | Libertad y Refundación | Cortés            |
| II Secretaria Alterno      | Vacante               |                        |                   |

## Diputados por departamento (2022-2026)
| Departamento      |    |    |    |   |   |   | Total |
| ----------------- | -- | -- | -- | - | - | - | ----- |
| Atlántida         | 3  | 3  | 1  | 1 |   |   | 8     |
| Colón             | 2  | 1  | 1  |   |   |   | 4     |
| Comayagua         | 2  | 2  | 2  | 1 |   |   | 7     |
| Copán             | 1  | 3  | 3  |   |   |   | 7     |
| Cortés            | 9  | 4  | 3  | 3 |   | 1 | 20    |
| Choluteca         | 3  | 4  | 2  |   |   |   | 9     |
| El Paraíso        | 2  | 3  | 1  |   |   |   | 6     |
| Francisco Morazán | 7  | 7  | 6  | 2 |   | 1 | 23    |
| Gracias a Dios    |    |    | 1  |   |   |   | 1     |
| Intibucá          | 1  | 1  | 1  |   |   |   | 3     |
| Islas de la Bahía |    |    | 1  |   |   |   | 1     |
| La Paz            | 1  | 1  | 1  |   |   |   | 3     |
| Lempira           | 1  | 2  | 2  |   |   |   | 5     |
| Ocotepeque        |    | 1  | 1  |   |   |   | 2     |
| Olancho           | 3  | 3  | 1  |   |   |   | 7     |
| Santa Bárbara     | 5  | 3  | 1  |   |   |   | 9     |
| Valle             | 1  | 2  | 1  |   |   |   | 4     |
| Yoro              | 3  | 3  | 2  |   |   |   | 9     |
| Total             | 44 | 43 | 32 | 7 | 0 | 2 | 128   |

## Presupuesto
En enero de 2014 se aprobó el Presupuesto General de Ingresos y Egresos del país, que es de 183 635 millones 280 mil lempiras (9 mil millones de dólares estadounidenses), de los cuales 2,089 millones de lempiras serán manejados por el Poder Legislativo.
Para 2021, el presupuesto del Legislativo fue de 1,208 millones de lempiras; para 2022 creció a 1,248 millones y en 2023 fue de 1,448 millones de lempiras.
En febrero de 2025 se aprobó el presupuesto con un total de 1 523.3 millones de lempiras al Congreso Nacional.

## Premios del Congreso Nacional
El Congreso Nacional de Honduras premia al mérito a todo aquel ciudadano que se distingue en: arte, deporte, literatura, periodismo, música, ciencia, etc. El premio consiste en Gran Cruz Placa de Oro, Medalla de Oro y certificado. Entre los premiados por el soberano Congreso están:
- Doctor Miguel Andonie Fernández
- Cantautor Moisés Canelo
- Doctor Salvador Moncada
- Periodista Nahún Efraín Valladares Valladares (1988)
- Doctor Carlos Roberto Reina
- Escritor y folclorista Jorge Montenegro
- Militar con el grado de Coronel de Infantería José Matías Hernández García (2008)
- Periodista María Antonia de Fuentes (2011)[24]